# NaturEnergie-Förderpreis
Der NaturEnergie-Förderpreis (zuvor EnBW-Förderpreis, davor Badenwerk-Förderpreis) wird zu Ehren des in Bernau im Schwarzwald geborenen Malers Hans Thoma alle zwei Jahre an Künstler verliehen, deren Personen oder Werk mit dem alemannischen Sprachraum verbunden sind und deren bisherigen künstlerischen Leistungen eine kontinuierliche Weiterentwicklung ihres Werks erwarten lassen. Ausgelobt wird dieser Förderpreis seit 2010 von der Energiedienst-Gruppe, einer Tochtergesellschaft des vorhergehenden Auslobers EnBW. NaturEnergie war bis 2016 ein Tochterunternehmen der Energiedienst-Gruppe und wird bis heute als Marke genutzt.
Analog zu dem in den ungeraden Jahren vergebenen Landespreis für Bildende Kunst Baden-Württemberg wurde bislang am zweiten Augustwochenende eines geraden Jahres, anlässlich der Verleihung des NaturEnergie-Förderpreises eine Ausstellung mit Werken des jeweiligen Preisträgers im Hans-Thoma-Museum Bernau eröffnet.

## Die bisherigen Preisträger
Badenwerk-Förderpreis
- 1996 Josef Briechle

EnBW-Förderpreis
- 1998 Margeth Stich
- 2000 Mechthild Ehmann
- 2002 Jo Niemeyer
- 2004 Stefan Bergmann
- 2006 Kolibri
- 2008 Gillian White

NaturEnergie-Förderpreis
- 2010 Peter Schütz[1]
- 2012 Christel Andrea Steier[2]
- 2014 Wilhelm Morat
- 2016 Bernd Schumacher
- 2018 Eva Früh
- 2020 Hannelore Weitbrecht
- 2022 Heidi Nübling